# Патров, Николай Сергеевич
Николай Сергеевич Патров — советский хозяйственный, государственный и политический деятель.

## Биография
Родился в 1903 году в Санкт-Петербурге в семье рабочего Невского судостроительного механического завода. Член ВКП(б) с 1928 года .
С 1915 года, с двенадцатилетнего возраста начал работать учеником слесаря Невского судостроительного механического завода, затем токарь на Пролетарском заводе.
После окончания в 1925 году рабфака и двух курсов Ленинградского института инженеров путей сообщения  призван в Красную армию. После демобилизации работает токарем вагоноремонтного завода в Ленинграде, затем на общественной и политической работе: заведующий отделом культпросветработы, член президиума Дорпрофсожа Октябрьской железной дороги, начальник отдела партработы в политотделе Куйбышевской железной дороги. В 1936 году переведен в Иркутск и назначен начальником политотдела Восточно-Сибирской железной дороги.
В 1940—1942 гг. работает на Иркутском заводе тяжёлого машиностроения им. В.В.Куйбышева начальником механического участка, затем начальником инструментального цеха.
С 1942 года - контролер уполномоченного Комиссии партийного контроля при ЦК ВКП(б) по Иркутской области, затем -заместитель секретаря Иркутского горкома ВКП(б) по промышленности, первый секретарь Сталинского райкома ВКП(б) города Иркутска, заведующий отделом тяжелой промышленности Иркутского обкома ВКП(б), заместитель председателя Иркуктского облисполкома.
В 1954—1960 гг. - председатель Иркутского горисполкома. При его активном участии в Иркутске были созданы новые жилые микрорайоны в Лисихе, на улицах Советской, Баррикад, площади Декабристов, в Ново-Ленино, возведены телецентр, вузовский городок, Дом Советов, благоустроена площадь Кирова, начато строительство цирка, очистных сооружений и многих других объектов.
В 1960 году вышел на пенсию, но до 1968 года продолжал работать - заведующий облкомхозом, инженер в «Главвостокстрое» и производственном объединении «Стройматериалы».
Избирался депутатом Верховного Совета РСФСР 4-го и 5-го созывов, почётный гражданин города Иркутска (1967).
Умер в 1984 году в Иркутске.